# Директива про інформування та консультації
Директи́ва про інформува́ння та консульта́ції (2002/14/ЄС) — нормативно-правовий акт Європейської Унії про працю, який вимагає від підприємств інформувати та консультувати працівників про значні зміни в бізнесі в рамках постійної процедури, яка зазвичай називається робочою радою.

## Мета
Основною метою директиви є зміцнення соціального діалогу між роботодавцями та працівниками, підвищення рівня прозорості в управлінні підприємствами та забезпечення права працівників на участь у прийнятті рішень, які можуть суттєво вплинути на їхню зайнятість та умови праці.
Директива поширюється на підприємства де:
- працює не менше 50 працівників у будь-якій одній державі-члені, або
- підприємства, у яких працює не менше 20 працівників в будь-якій одній державі-члені.

Кожна держава-член має право адаптувати положення директиви відповідно до своїх правових норм.
Директива передбачає, що роботодавці повинні забезпечити інформування та консультації працівників щодо:
1. Поточного та очікуваного розвитку діяльності підприємства.
2. Стану, структури зайнятості та можливих змін, зокрема щодо скорочень персоналу.
3. Рішень, що можуть суттєво вплинути на організацію роботи або трудові відносини, включаючи зміни у робочому графіку чи умовах праці.

Інформування та консультації повинні бути проведені своєчасно та у такий спосіб, щоб думка працівників могла бути врахована до ухвалення остаточного рішення.